# Laurel und Hardy: Die Tanzmeister
Laurel und Hardy: Die Tanzmeister (Originaltitel: The Dancing Masters) ist ein US-amerikanischer Spielfilm in Schwarzweiß von Malcolm St. Clair aus dem Jahr 1943. Das Drehbuch verfasste Scott Darling. Es beruht auf einem Roman von George Bricker. Die Hauptrollen sind mit Stan Laurel, Oliver Hardy, Trudy Marshall und Robert Bailey besetzt. Robert Mitchum hatte in diesem Film einen seiner ersten Auftritte in einer kleinen Nebenrolle. In der Bundesrepublik Deutschland konnte man den Film erstmals am 5. April 1958 unter dem Titel „Dick und Doof: Die Tanzmeister“ auf der Leinwand sehen.

## Handlung
Die Geschäfte der von Stan und Ollie gegründeten „Arthur-Hurry-Tanzschule“ gehen nicht besonders gut. Als die beiden Geschäftspartner dann auch noch durch eine Gangsterbande in einen Unfall verwickelt werden, wird die Lage noch prekärer. Eine der Elevinnen, die hübsche Mary Harlan, ist in Grant Lawrence verliebt. Der aber ist nur ein armer Erfinder und sie die Tochter des wohlhabenden Unternehmers Watworth Harlan. Die Eheleute Harlan haben jedoch ganz andere Pläne mit ihrer Tochter: Sie soll eine „gute Partie“ machen und den von ihnen ausgesuchten George Worthington heiraten. Mary würde gerne in der väterlichen Firma die neueste Erfindung ihres Verehrers vorführen – einen Flammenwerfer. Weil aber der alte Harlan auf Lawrence nicht gut zu sprechen ist, erklären sich die beiden Tanzmeister bereit, das Gerät zu demonstrieren.
Kaum hat die Vorführung begonnen, verlieren Stan und Ollie auch schon die Kontrolle über die Maschine. Das Unglück weitet sich zu einer kleinen Katastrophe aus: Das Gebäude steht in Flammen. Die Tanzmeister sind zerknirscht über das, was sie angerichtet haben. Aber wie können sie bloß das Geld für eine neue Maschine herbeischaffen? Da kommt Ollie die Erinnerung an einen Versicherungsschein über 10.000 Dollar, falls ihm oder Stan etwas Schlimmes passieren sollte. Um in den Besitz des Geldes zu kommen, soll der ahnungslose Stan einen Beinbruch erleiden. Aber was Ollie auch anstellt, seine Bemühungen fallen immer wieder auf ihn selbst zurück. Schließlich ist er es, der mit einem gebrochenen Bein im Krankenhaus landet. Dort endet die Geschichte mit einer allgemeinen Versöhnung, bei der Ollie als Held gefeiert wird.

## Kritik
Das Lexikon des internationalen Films zieht folgendes Fazit: „Höhepunkt des ansonsten schwachen und zudem von der deutschen Verleihsynchronisation mit anachronistischen Begriffen wie ‚Rock’n Roll‘ oder ‚Sputnik‘ ‚modernisierten‘ Films ist eine wahrhaft groteske Sausefahrt im führerlosen Omnibus auf einer Achterbahn.“

## Deutsche Fassungen
- Die erste deutsche Fassung entstand 1958 bei der Ultra Synchron und gelangte mit dem Titel Dick und Doof – Die Tanzmeister in die Kinos. Das Buch schrieb Franz-Otto Krüger, der auch Regie führte. Walter Bluhm sprach Stan und Clemens Hasse übernahm die Synchronisation von Ollie.[2]
- Für die ZDF-Reihe Lachen Sie mit Stan und Ollie entstand 1980 die zweite Fassung bei der Beta-Technik. Buch und Dialogregie lagen in den Händen von Wolfgang Schick. Walter Bluhm sprach wieder Stan und Michael Habeck übernahm Ollie.[2]

## Quelle
- Programm zum Film: Das Neue Film-Programm, erschienen im Verlag Heinrich Klemmer, Mannheim, ohne Nummernangabe